# Seznam ameriških igralcev (P)
Johnny Pacar - Al Pacino - David Packer - Jared Padalecki - Anita Page - Gale Page - Geraldine Page - Kimberly Page - Debra Paget - Kymberly Paige - Peter Paige - Jack Palance - Erik Palladino - Betsy Palmer - Keke Palmer - Chazz Palminteri - Gwyneth Paltrow - Danielle Panabaker - Kay Panabaker - Hayden Panettiere - Franklin Pangborn - John Pankow - Kip Pardue - Annie Parisse - Kelly Coffield Park - Andrea Parker - Ed Parker - Eleanor Parker - Fess Parker - Jean Parker - Mary-Louise Parker - Nicole Ari Parker - Sarah Jessica Parker - Suzy Parker - Allison Parks - Bert Parks - Larry Parks - Michael Parks - Lana Parrilla - Leslie Parrish - Miriam Parrish - Peter Parros - Estelle Parsons - Nancy Parsons - Dolly Parton - Julia Parton - Michael Paré - Adam Pascal - Adrian Pasdar - Vincent Pastore - Robert Pastorelli - Jodi Ann Paterson - Mandy Patinkin - Jason Patric - Patricia Malone - Butch Patrick - Lee Patrick - Robert Patrick - John Tiffen Patterson - Marne Patterson - Ronnie Patterson - Scott Patterson (igralec) - Dylan Patton - Will Patton - Patty Maloney - Paul Douglas (igralec) - Alexandra Paul - Nathalie Paulding - Scott Paulin - Pamela Paulshock - Sarah Paulson - Bill Paxton - Sara Paxton - John Payne (igralec) - Barbara Payton - Alice Pearce - Harold Peary - Austin Peck - Gregory Peck - Amanda Peet - Peg Phillips - Mary Beth Peil - Ashley Peldon - Courtney Peldon - Clara Peller - Austin Pendleton - Nat Pendleton - Bruce Penhall - Penn and Teller - Chris Penn - Kal Penn - Leo Penn - Sean Penn - Sydney Penny - George Peppard - Barbara Pepper - Piper Perabo - Percy Daggs III. - Anna Maria Perez de Taglé - Rosie Perez - Anthony Perkins - Elizabeth Perkins - Millie Perkins - Ron Perlman - Pauley Perrette - Jack Perrin - Valerie Perrine - Harold Perrineau mlajši - Jeff Perry (igralec) - Luke Perry - Matthew Perry (igralec) - Megahn Perry - Yvonne Perry - Joe Pesci - Donna Pescow - Peter Greene - Melissa Peterman - Bernadette Peters - Brock Peters - Jean Peters - Susan Peters - Paul Petersen - William Petersen - Amanda Peterson - Darryl Peterson - Julie Peterson - Chris Pettiet - Peggy Pettitt - Lori Petty - Michael Peña - Dedee Pfeiffer - Michelle Pfeiffer - Jo Ann Pflug - Mary Philbin - Busy Philipps - Busy Phillips - Emo Philips - Gina Philips - Ryan Phillippe - Bijou Phillips - Bobbie Phillips - Ethan Phillips - Julianne Phillips - Lou Diamond Phillips - Mackenzie Phillips - Michelle Phillips - River Phoenix - Summer Phoenix - Robert Picardo - Slim Pickens - Cindy Pickett - Jack Pickford - Mary Pickford - Christina Pickles - Molly Picon - David Hyde Pierce - Justin Pierce - Eric Pierpoint - Mitch Pileggi - Janet Pilgrim - Bronson Pinchot - Robert Pine - Jada Pinkett Smith - Ryan Pinkston - Danny Pino - Danny Pintauro - Joe Piscopo - Noam Pitlik - John Paul Pitoc - Brad Pitt - Michael Pitt - ZaSu Pitts - Jeremy Piven - Carla Pivonski - Mary Kay Place - Suzie Plakson - Tony Plana - Dana Plato - Edward Platt - Suzanne Pleshette - Eve Plumb - Amanda Plummer - Eyal Podell - Cathy Podewell - Eliza Poe - Amy Poehler - Larry Poindexter - Priscilla Pointer - Sidney Poitier (1927-2022) - Henry Polic II. - Jon Polito - Cheryl Pollak - Kevin Pollak - Tracy Pollan - Michael J. Pollard - Teri Polo - Max Pomeranc - Scarlett Pomers - Ellen Pompeo - Beth Porter - James Porter (igralec) - Natalie Portman - Brian Posehn - Parker Posey - Parker McKenna Posey - Markie Post - Tom Poston - Monica Potter - Annie Potts - Clifton Powell - Dick Powell - Jane Powell - Chad Power - Tyrone Power - Tyrone Power starejši - Tyrone Power mlajši - Mala Powers - Stefanie Powers - Chris Pratt - Susan May Pratt - Evelyn Preer - Paula Prentiss - Laura Prepon - Elvis Presley - Priscilla Presley - Harve Presnell - Jaime Pressly - Lawrence Pressman - Bobby Preston - Kelly Preston - Marie Prevost - Vincent Price - Louis Prima - Barry Primus - Victoria Principal - Andrew Prine - Aileen Pringle - Freddie Prinze - Freddie Prinze mlajši - Emily Procter - Robert Prosky - Dawn Marie Psaltis - Florence Pugh - Bill Pullman - Linda Purl - Edna Purviance - Shawn Pyfrom - Hy Pyke - Denver Pyle - Missi Pyle - 